# Bosque de Jarrah
El bosque de Jarrah, también conocido como los bosques del sudoeste de Australia, es una biorregión y ecorregión australiana interina ubicada en el sudoeste de Australia Occidental. El nombre de la biorregión se refiere a la comunidad vegetal dominante de la región, el bosque de jarrah (Eucalyptus marginata), un bosque alto y abierto en el que domina este árbol.
El bosque de Jarrah es reconocido a nivel mundial como un importante punto crítico de biodiversidad vegetal y endemismo, y también se maneja para usos de la tierra como agua, producción de madera y minerales, recreación y conservación.

## Ubicación y descripción
La biorregión de la llanura costera de Swan se encuentra al oeste debajo de la escarpa de Darling. La biorregión de Warren, también conocida como bosque y matorrales de Jarrah-Karri, se encuentra al sur. La biorregión cinturón de trigo de Avon, parte de la ecorregión de sabana del suroeste de Australia, está al este.

## Clima
La zona tiene un clima mediterráneo cálido, con más precipitaciones anuales (1300 mm) en la escarpa que tierra adentro o al noreste (700 mm).

## Flora

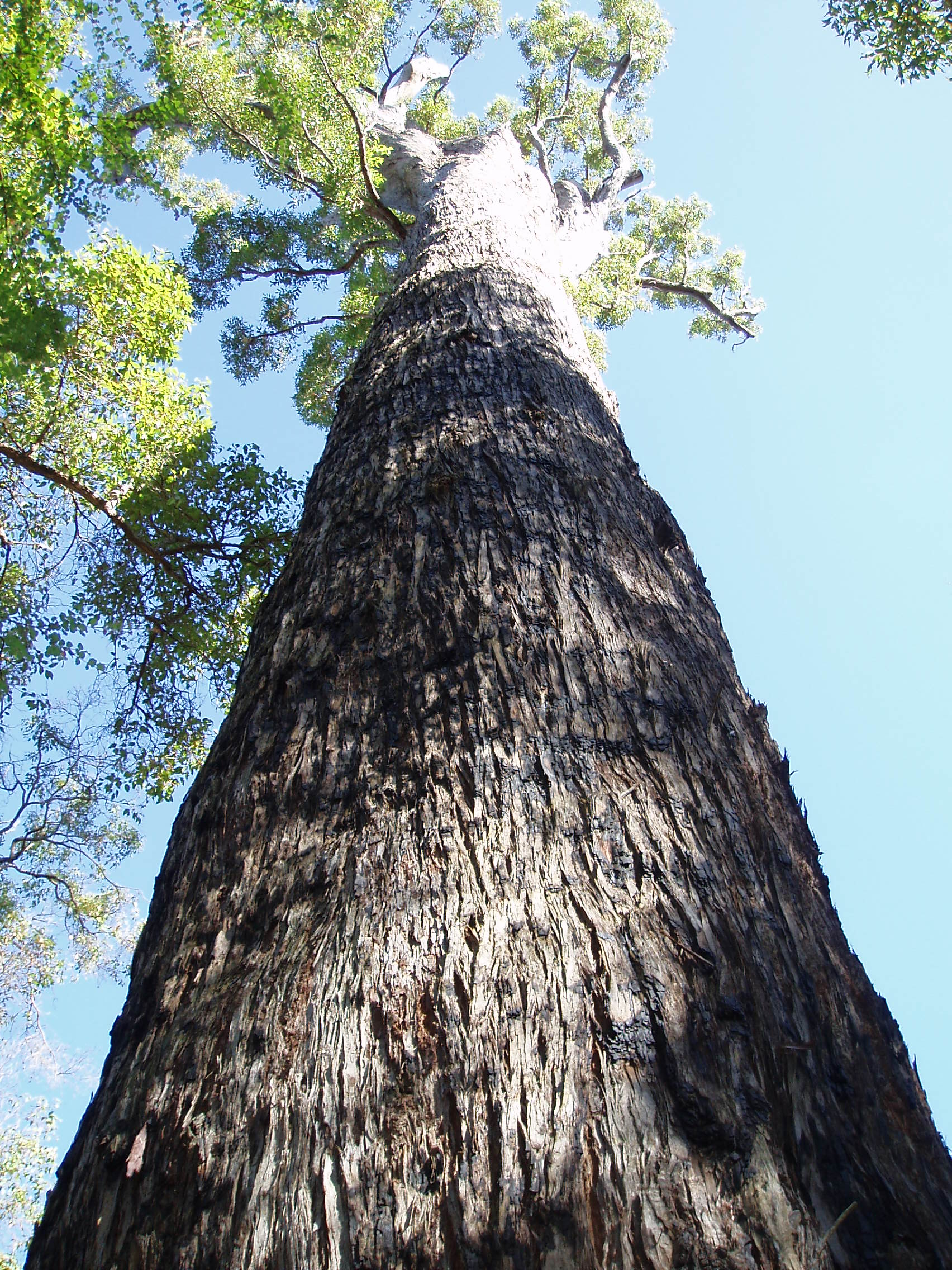
Eucalyptus marginata

El bosque de Jarrah es único porque está dominado por dos especies de eucaliptos; jarrah y marri (Corymbia calophylla). El marri es una especie predominante en el dosel y el bosque de jarrah se denomina comúnmente bosque de jarrah-marri. Otros eucaliptos están presentes pero en mucha menor abundancia. El bosque de Jarrah del Sur contiene extensas áreas de vegetación de humedales en el sureste, dominadas por cortezas de papel, incluida la corteza de papel de pantano (Melaleuca rhaphiophylla), y otros eucaliptos como el yate de pantano (Eucalyptus occidentalis) y el blackbutt de Albany (Eucalyptus staeri).
El bosque oriental es en gran parte un bosque de wandoo (Eucalyptus wandoo) y, en las escapadas, de corteza de polvo (Eucalyptus accedens). Otros eucaliptos en estas áreas orientales incluyen el eucalipto de York (Eucalyptus loxophleba). Las áreas de las tierras altas son particularmente ricas en vida vegetal, mientras que la meseta interior más seca lo es menos. Los valles más húmedos con suelos fértiles contienen eucalipto inundado (Eucalyptus rudis), bullich (Eucalyptus megacarpa) y blackbutt (Eucalyptus patens).
Los árboles más pequeños que se encuentran comúnmente en el bosque de Jarrah incluyen la banksia toro (Banksia grandis), el roble hembra del oeste (Allocasuarina fraseriana), el snottygobble ( Persoonia longifolia ) y el peral leñoso (Xylomelum occidentale). Las plantas raras dentro del bosque de Jarrah incluyen las especies de orquídeas Drakaea confluens y Caladenia bryceana, y los cañaverales de Baumea son exclusivos del bosque y las áreas adyacentes.

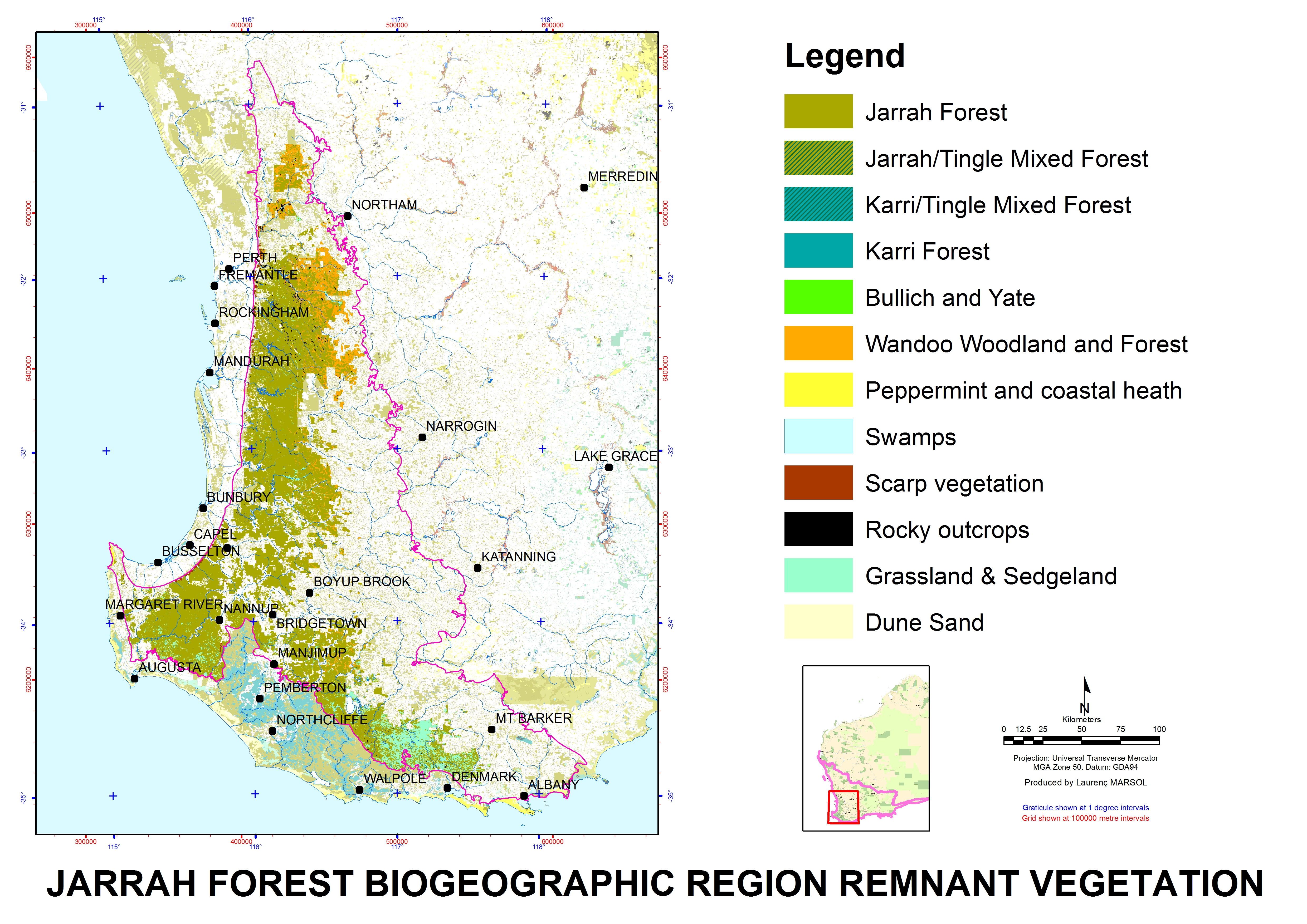
Ecorregión del bosque de Jarrah, con tipo de vegetación remanente de ecosistema forestal

## Fauna

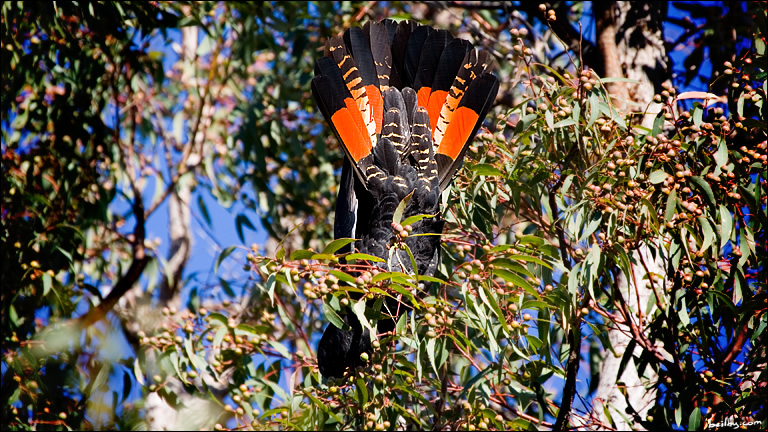
Cacatúa negra de cola roja buscando nueces en un jarrah

Jarrah Forest alberga 29 especies de mamíferos, 150 de aves y 45 de reptiles. Los mamíferos incluyen el numbat (Myrmecobius fasciatus), potoroo de Gilbert (Potorous gilbertii), quoll occidental (Dasyurus geoffroii ), woylie (Bettongia penicillata), ualabí de tammar (Notamacropus eugenii), zarigüeya de cola anillada occidental (Pseudocheirus occidentalis), zarigüeya cola de cepillo común (Trichosurus vulpecula), quenda o bandicoot marrón occidental (Isoodon fusciventer), y fascogal0 de cola roja (Phascogale calura). La mayoría de estas fueron una vez especies de vertebrados muy extendidas, pero ahora están limitadas a las porciones fragmentadas del bosque de Jarrah.
El chuditch, antes de la introducción de grandes especies de plagas de mamíferos, era el marsupial carnívoro más grande del suroeste de Australia Occidental, distribuido en el 70% de Australia continental. Ahora habita solo el 2% y está catalogado como 'Vulnerable' según la Ley de Protección Ambiental y Conservación de la Biodiversidad de 1999.

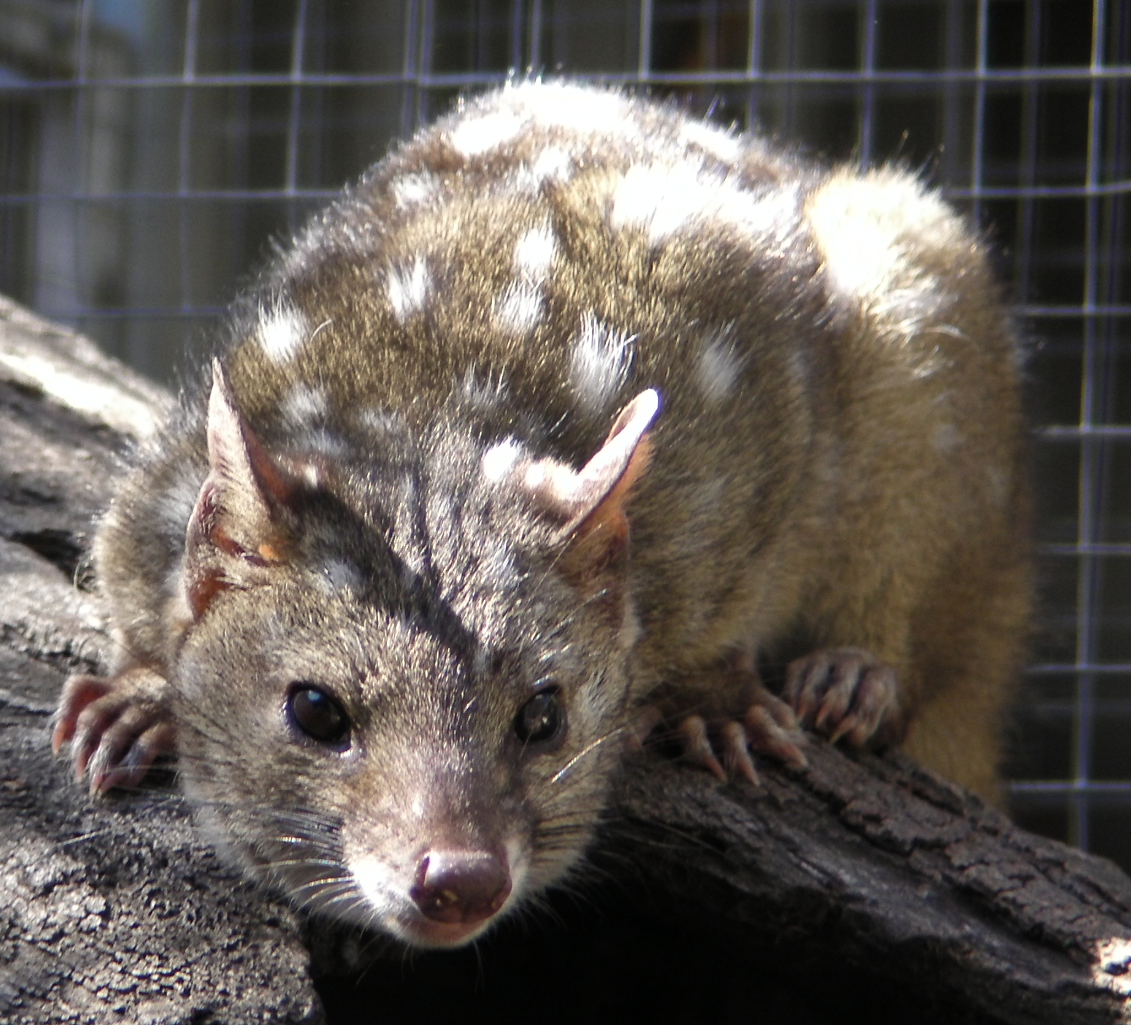
Chuditch

La cacatúa negra de Carnaby (Zenda latirostris) es endémica del suroeste de Australia Occidental y está catalogada como en peligro de extinción según el EPBC de 1999. Otras aves que habitan el bosque de Jarrah incluyen aves raras como la cacatúa negra de cola roja del bosque (Calyptorhynchus banksii naso), la corella de Muir (Cacatua pastinator pastinator), la zordala crestada occidental (Psophodes nigrogularis), el picocerdas occidental (Dasyornis longirostris), el matorralero bullicioso (Atrichornis clamosus) y la cacatúa negra de Baudin (Calyptorhynchus baudinii).
Los reptiles que habitan en el bosque de Jarrah incluyen lagartos sin patas, lagartos barbudos, eslizones, serpientes ciegas, pitones y serpientes venenosas. El lagarto barbudo occidental (Pogona minor) se encontró en un bosque restaurado en lugar de un bosque viejo.
Los anfibios que se encuentran en el sector norte del bosque de Jarrah incluyen la rara rana de vientre blanco (Geocrinia alba), la rana de vientre amarillo (Geocrinia vitellina) y la rana del atardecer (Spicospina flammocaerulea). Las ranas endémicas habitan el sector sur del bosque de Jarrah, como la rana pequeña occidental (Crinia subinsignifera) y la rana occidental de los pantanos (Heleioporus barycragus).
Diversas comunidades de fauna de invertebrados también están presentes dentro del bosque de Jarrah. Muchas de estas especies de invertebrados son responsables del reciclaje de nutrientes, un elemento esencial de la biodiversidad de Australia Occidental. En particular, el grupo de insectos Apocrita, que incluye avispas, abejas y hormigas, es un grupo clave que, a través de la depredación y el parasitismo, mantiene controladas otras poblaciones de invertebrados. La pérdida de Apocrita podría ser perjudicial para la comunidad de invertebrados y para el ecosistema del bosque de Jarrah. Las raras abejas nativas y en peligro de extinción incluyen Leioproctus douglasiellus y Neopasiphae simplicior.

## Historia

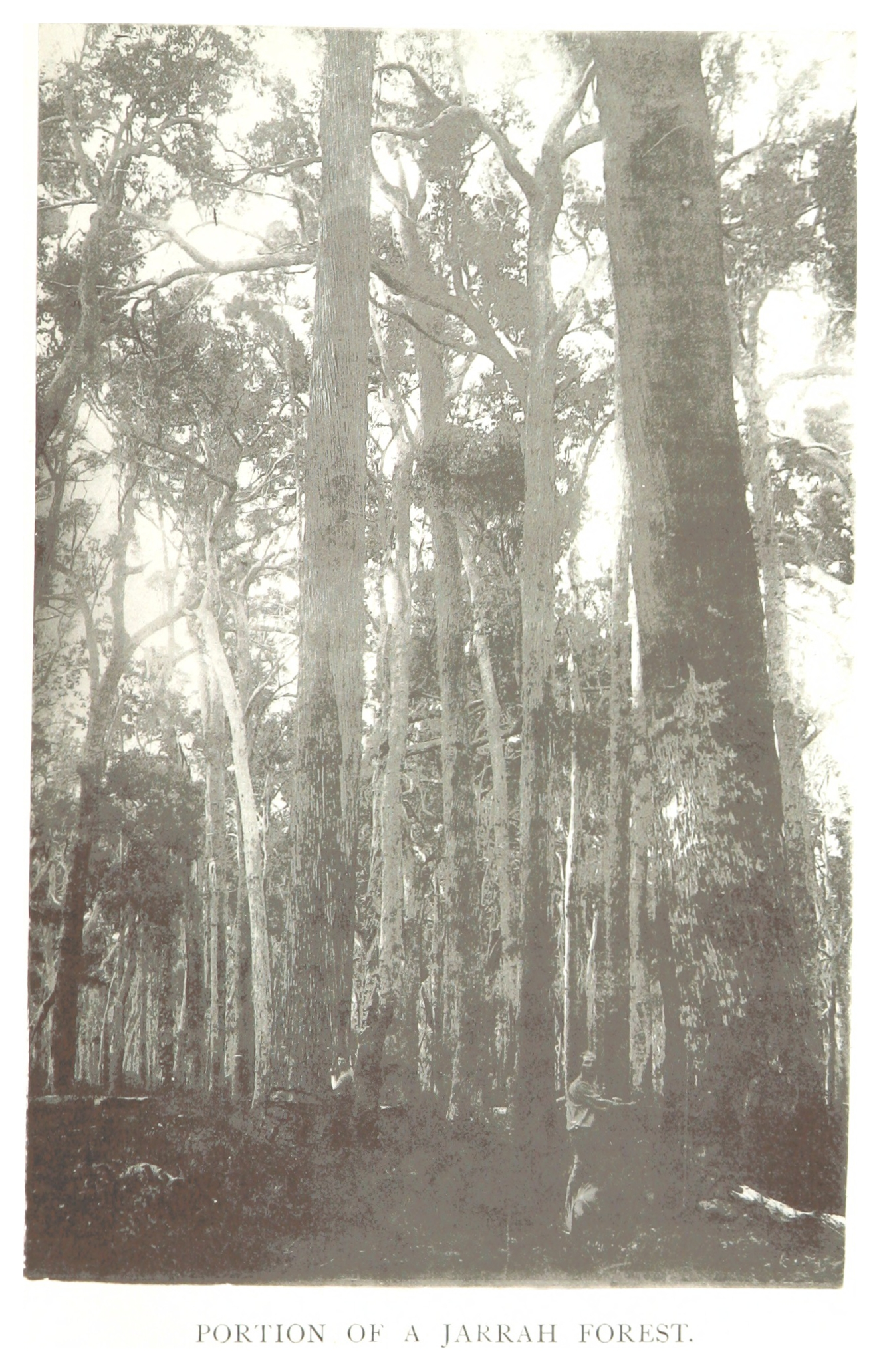
Porción de un bosque de jarrah en 1890

La primera evidencia de presencia humana en la región fue hace 50.000 años en Devil's Lair por antepasados de los aborígenes actuales.
Los noongar son los habitantes aborígenes de la biorregión. Los noongar comprendían 14 grupos, que hablaban idiomas distintos pero mutuamente inteligibles. Las poblaciones aborígenes eran generalmente más densas en la llanura costera y a lo largo del borde del bosque costero, y en los bosques y matorrales del interior, particularmente cerca de arroyos permanentes y estuarios de ríos. La población era escasa en las áreas boscosas del sur.
Los habitantes aborígenes prendían fuego deliberadamente para administrar la tierra y la vegetación. La evidencia de los sedimentos de lagos y estuarios y relatos de primera mano sugieren que los intervalos de incendios en áreas bien pobladas fueron frecuentes, de uno a diez años, en comparación con los bosques desocupados y las islas en alta mar, donde los intervalos de incendios eran de 30 a 100 años o más. Las quemas frecuentes redujeron la cubierta leñosa y alentaron el crecimiento de arbustos bajos, hierbas y pastos, fomentando bosques abiertos, matorrales y sabanas y limitando las áreas de bosque denso y matorrales.
El jarrah (Eucalyptus marginata) es considerada una de las mejores especies frondosas de uso general del mundo. Los británicos comenzaron a talar el bosque de jarrah en la década de 1840 para producir madera para su uso en la construcción, el transporte y la energía, y para proteger los suministros de agua. La tala estuvo en gran medida sin regular hasta la publicación de la Ley Forestal de 1918. En los siguientes cincuenta años, la gestión forestal se expandió para incluir la calidad y el rendimiento del agua, la gestión del suelo, la restauración de bosques minados, la recreación y la conservación de la naturaleza.

## Amenazas ambientales
La mayor parte del bosque de Jarrah ha sido talado para la agricultura, la madera y la minería, lo que ha provocado la consiguiente degradación de las especies de flora y fauna y los ecosistemas. Las áreas manejadas para la producción forestal han sido taladas dos o tres veces, de modo que este bosque no se parece al bosque original. Esto se ve amenazado aún más por la extracción de bauxita a gran escala y el reemplazo de la vegetación nativa con hierbas y malezas exóticas, especies de pastoreo introducidas y depredadores como el zorro (Vulpes vulpes). La flora nativa también sufre enfermedades y la explotación de las fuentes de agua para la agricultura. Otras amenazas antropológicas incluyen incendios forestales periódicos, patógenos, clima variable y brotes de insectos defoliadores.

### Especies introducidas
La importante pérdida de población de especies de fauna en el bosque de Jarrah se atribuye al zorro y al gato (felis catus). Los depredadores pueden influir en la abundancia y variedad de especies en todos los niveles tróficos, incluidos los productores primarios, las presas y otros depredadores. Entre 1933 y 1944, el área de distribución terrestre del quokka (Setonix brachyurus), el woylie (Bettongia penicillata), el chuditch (Dasyurus geoffroii), la zarigüeya cola de cepillo (Trichosurus), la zarigüeya cola anillada occidental (Pseudocheirus occidentalis), el ualabí tammar (Macropus eugenii) y el numbat (Myrmecobius fasciatus) se contrajo de forma bastante drástica, reducción de la cual se culpó al zorro. Sin embargo, la población de woylies y boodies ya estaba disminuyendo en 1911, muy probablemente debido a los gatos introducidos por los europeos. Otra especie introducida que es una gran amenaza para las aves en algunas áreas del bosque de Jarrah, pero por una razón muy diferente, es la abeja salvaje (Apis mellifera). Enjambres de abejas salvajes se apoderan de los huecos de los árboles, robando los sitios de anidación de las aves que anidan en los huecos.

### Pérdida y fragmentación del hábitat
El recuento de fauna atropellada en general en las minas de bauxita que bordean el bosque de Jarrah es alto. A pesar de la restauración y protección del bosque en áreas previamente utilizadas por sitios mineros, la ausencia de troncos huecos y tocones en el suelo es evidente. La baja cobertura del sotobosque, la baja riqueza de especies de plantas y la biomasa relativamente baja son problemas asociados con los bosques de jarrah restaurados y protegidos. Los hábitats adecuados pueden tardar décadas en formarse y los animales que dependen de ellos como refugio, como el chuditch y Egernia napoleonis, se quedan sin ellos. De manera similar, las aves que anidan en los huecos de los árboles no lo harán hasta que los árboles sean lo suficientemente grandes y viejos para tener suficientes huecos. Jarrah es una especie de crecimiento lento y 130 años pueden considerarse la edad mínima para el desarrollo de huecos apropiados en jarrah y marri.
La pérdida de bosques para la agricultura y la madera ha resultado en una disminución de la población de muchas especies de fauna. Nueve especies de mamíferos y diecisiete de aves son usuarios obligados de los huecos de los árboles. Las especies que usan huecos grandes por lo general tienen un área de distribución relativamente pequeña y dependen de sus huecos para reproducirse. Es más probable que estas especies se vean afectadas negativamente por la tala. Los sitios de descanso (huecos) son críticos para la persistencia de los murciélagos insectívoros que viven en el bosque de Jarrah. Pasando una gran parte de su vida en dormideros, se utilizan como refugios diurnos, refugio durante la maternidad y refugio para solteros, sitios de migración e hibernación. Al facilitar interacciones sociales complejas, incluida la transferencia de información, los sitios de descanso también actúan como criaderos, brindan protección contra el mal tiempo y los depredadores, minimizan la carga de parásitos y promueven la conservación de energía.

## Áreas protegidas

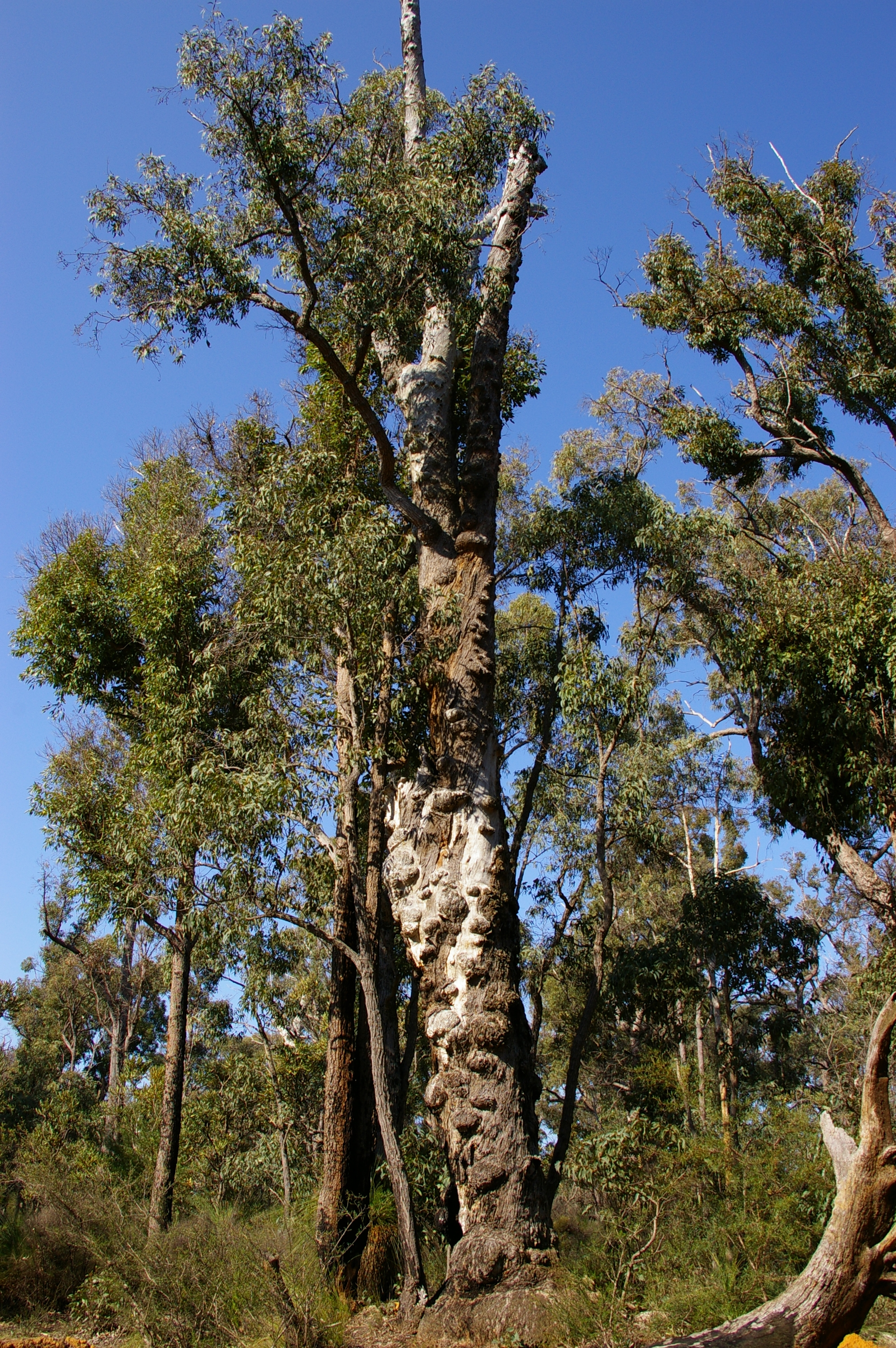
Árboles de Jarrah

El 12,86% de la ecorregión se encuentra en áreas protegidas. Las áreas protegidas se gestionan para usos que incluyen la recreación y la conservación. Hay muchas áreas pequeñas de parques, y las áreas protegidas más grandes incluyen Dryandra Woodland y Perup Forest Ecology Centre. El área silvestre de Walpole, que se estableció en 2004, incluye varios parques nacionales que cubren una parte del bosque de Jarrah en el sur y el bosque y matorrales de Jarrah-Karri en el sur. La Reserva Lane Poole es la reserva más grande del Bosque de Jarrah del Norte. Hay pocas reservas grandes y seguras, como parques nacionales y reservas naturales en la región del jarrah del norte, donde se encuentran los mejores bosques. Gran parte de esta región se encuentra bajo arrendamientos mineros a largo plazo para la bauxita propiedad de Alcoa y Worsley, quienes se han resistido activamente a los intentos de permitir que el gobierno de Australia Occidental cree reservas sustanciales y seguras.

Las áreas protegidas incluyen: 
- Parque nacional Avon Valley
- Parque nacional Beelu
- Parque nacional Blackwood River
- Parque nacional Boyndaminup
- Parque nacional Bramley
- Parque nacional Dalgarup
- Parque nacional Dryandra Woodland
- Parque nacional Easter
- Parque nacional Gooseberry Hill
- Parque nacional Greater Kingston
- Parque nacional Greater Preston
- Parque nacional Greenmount
- Parque nacional Hassell
- Parque nacional Helena
- Parque nacional Hilliger
- Parque nacional John Forrest
- Parque nacional Kalamunda
- Parque nacional Korung
- Parque nacional Lake Muir
- Reserva Lane Poole
- Parque nacional Lesmurdie Falls
- Parque nacional Midgegooroo
- Parque nacional Milyeannup
- Parque nacional Mount Frankland North
- Parque nacional Mount Lindesay
- Parque nacional Mount Roe
- Parque nacional Porongurup
- Parque nacional Serpentine
- Parque nacional Shannon
- Parque nacional Stirling Range
- Parque nacional Wandoo
- Parque nacional Walyunga
- Parque nacional Waychinicup
- Parque nacional Wellington
- Parque nacional Whicher
- Parque nacional Wiltshire-Butler
- Parque nacional Yelverton